# Новопушкинское
Новопу́шкинское — посёлок в Энгельсском районе Саратовской области России. Входит в Новопушкинское муниципальное образование.

## Географическое положение
Посёлок располагается рядом с железной дорогой. До ближайшей станции Анисовка — около 4 км.

## История
В 1936 году на месте современного Новопушкинского была организована опытно-мелиоративная станция.
1 октября 1947 году в посёлке открылась однокоплектная школа. В апреле 1959 года при посёлке образовалось 1-е отделение опытно-показательного совхоза «Энгельсский». В этом же году была открыта двухкоплектная начальная школа. В 1978 году было построено новое здание школы на улице Коммунистической.
В ноябре 1976 года открылся Дом культуры. В 1982 году открылся детский сад.
Указом Президиума ВС СССР от 24 марта 1981 года совхоз «Энгельсский» награждён Орденом Трудового Красного Знамени.
В 1984 года указом Президиума ВС РСФСР посёлок 1-го отделения совхоза «Энгельсский» переименован в Новопушкинское.
В начале 2000-х годов в Новопушкинском открыли музей имени А. С. Пушкина на бульваре Вавилова.
В посёлке имеются: Средняя школа, детский сад «Берёзка», Дом детского и юношевского творчества, поликлиника, две библиотеки, ДЮСШ, Дом культуры, парк, сетевые магазины «Пятерочка», «Глория», пункт выдачи Ozon.

## Население
| 2002 | 2010  | 2021  |
| ---- | ----- | ----- |
| 3390 | ↘3300 | ↗3514 |

## Достопримечательности
Памятник «Они сражались за Родину» Героям односельчанам погибшим в ВОВ, Музей А. С. Пушкина.

## Фотогалерея

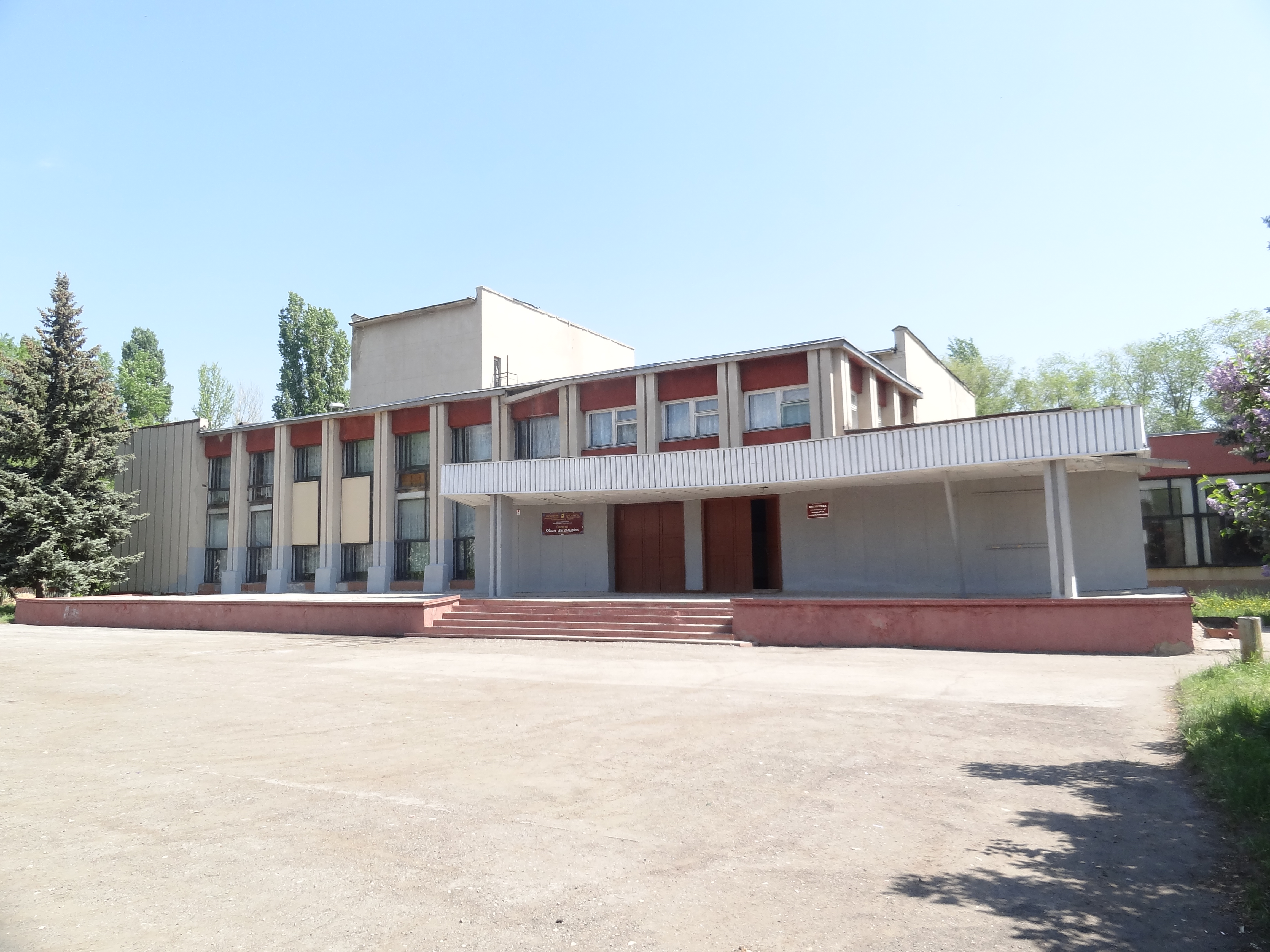
Дом культуры и библиотека
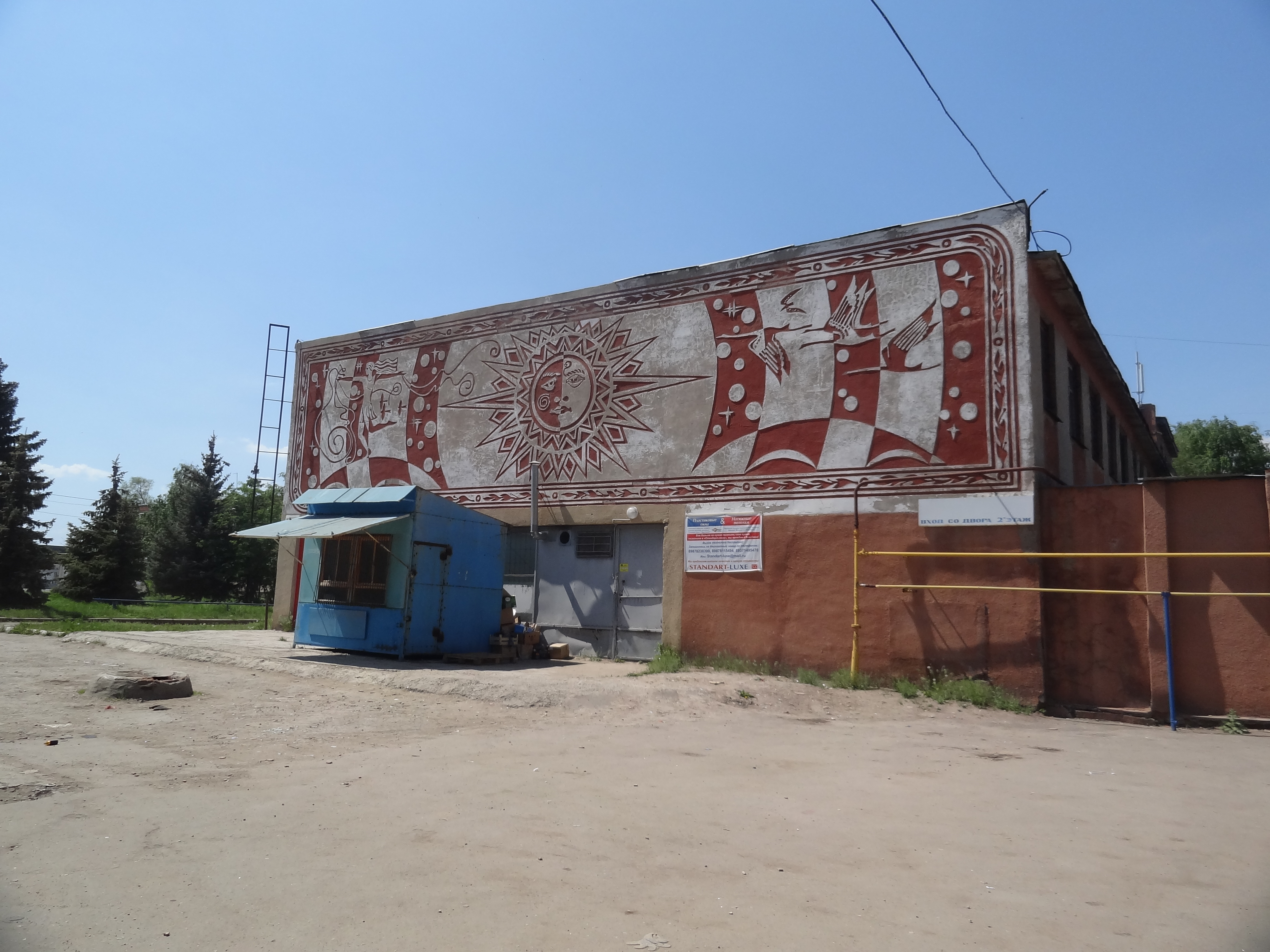
Мозаика на стенах бывшего универмага
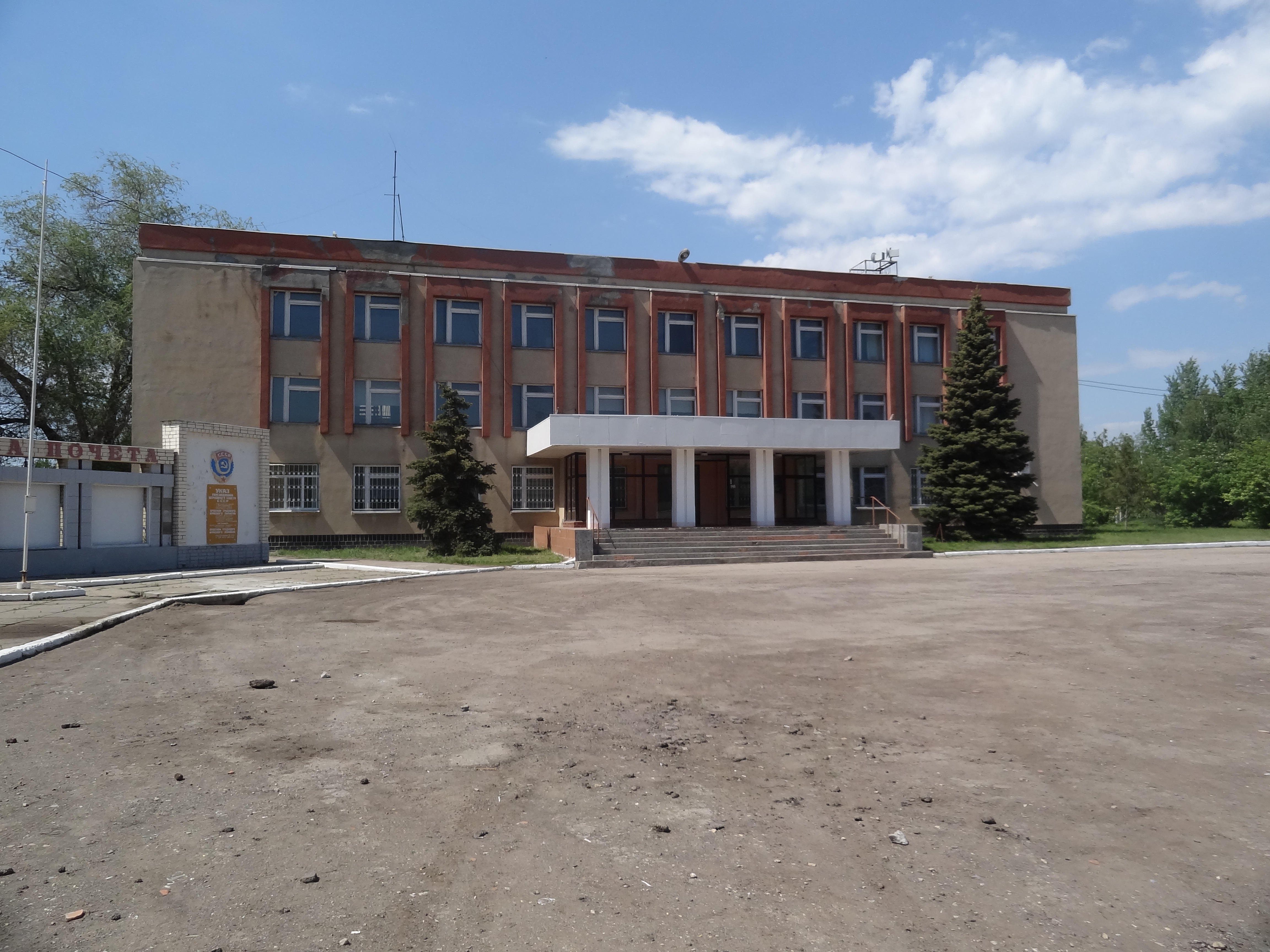
Здание администрации и музей А. С. Пушкина
Средняя школа
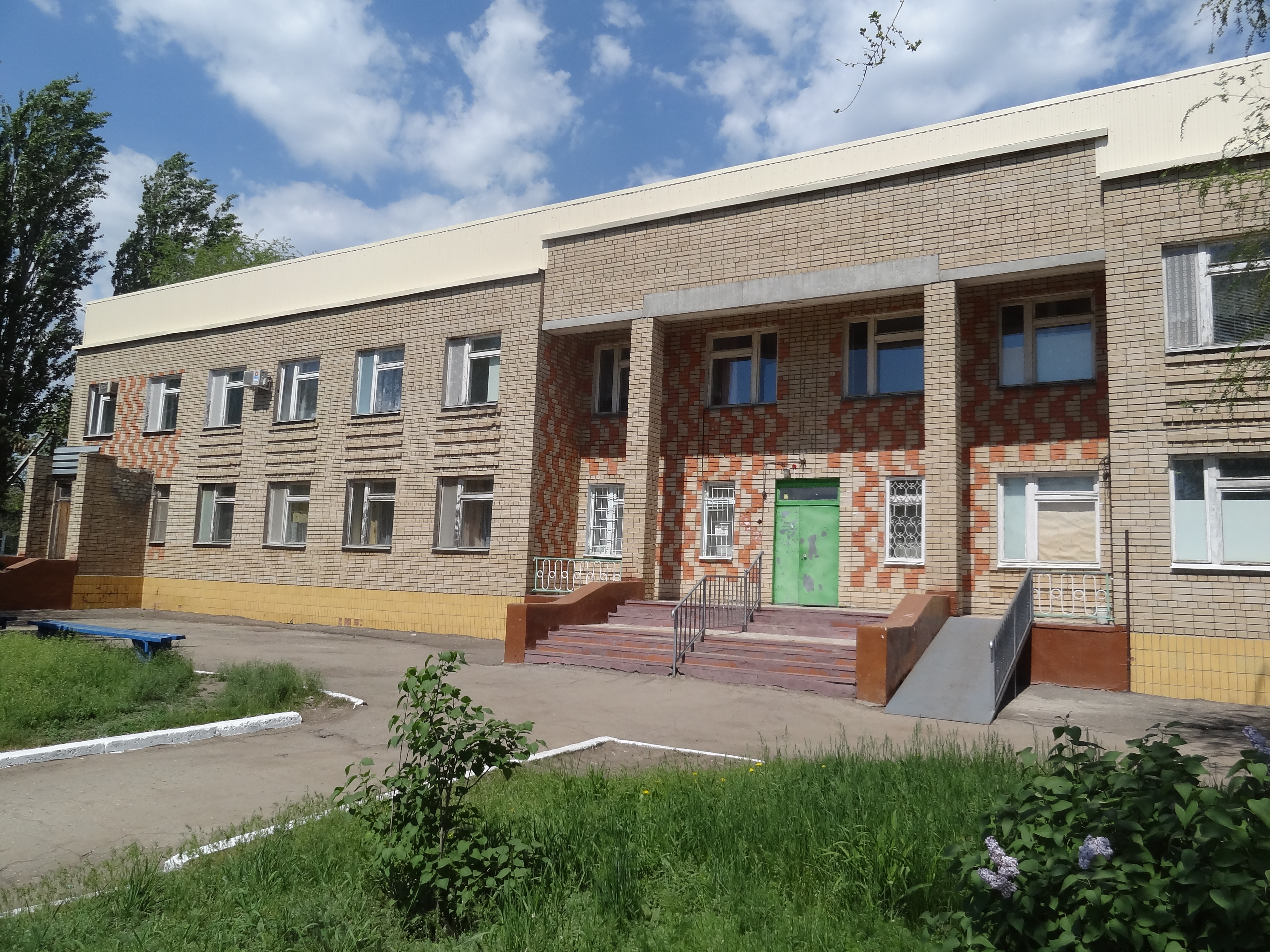
Поликлиника
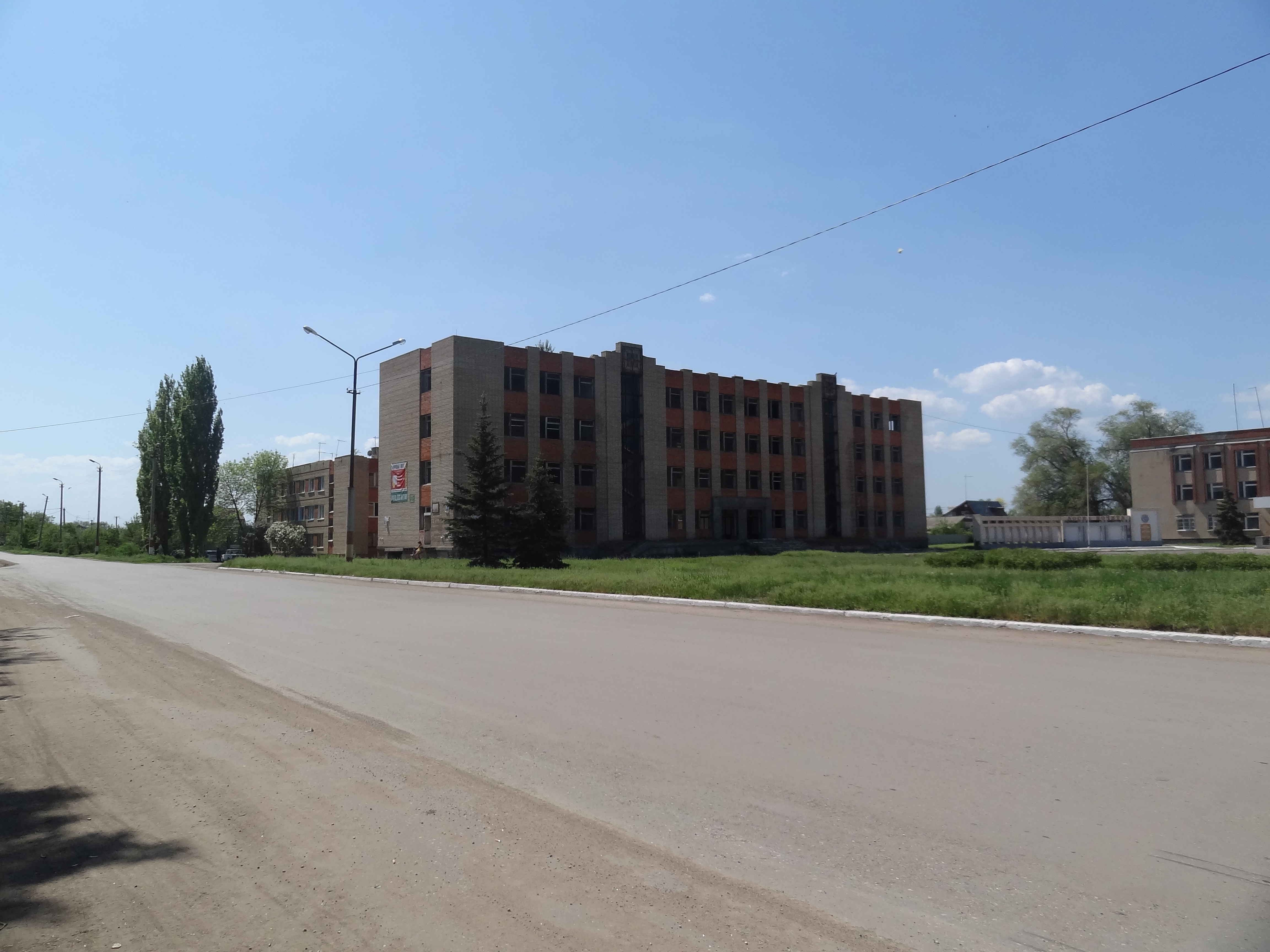
Заброшенное здание учкомбината в центре посёлка
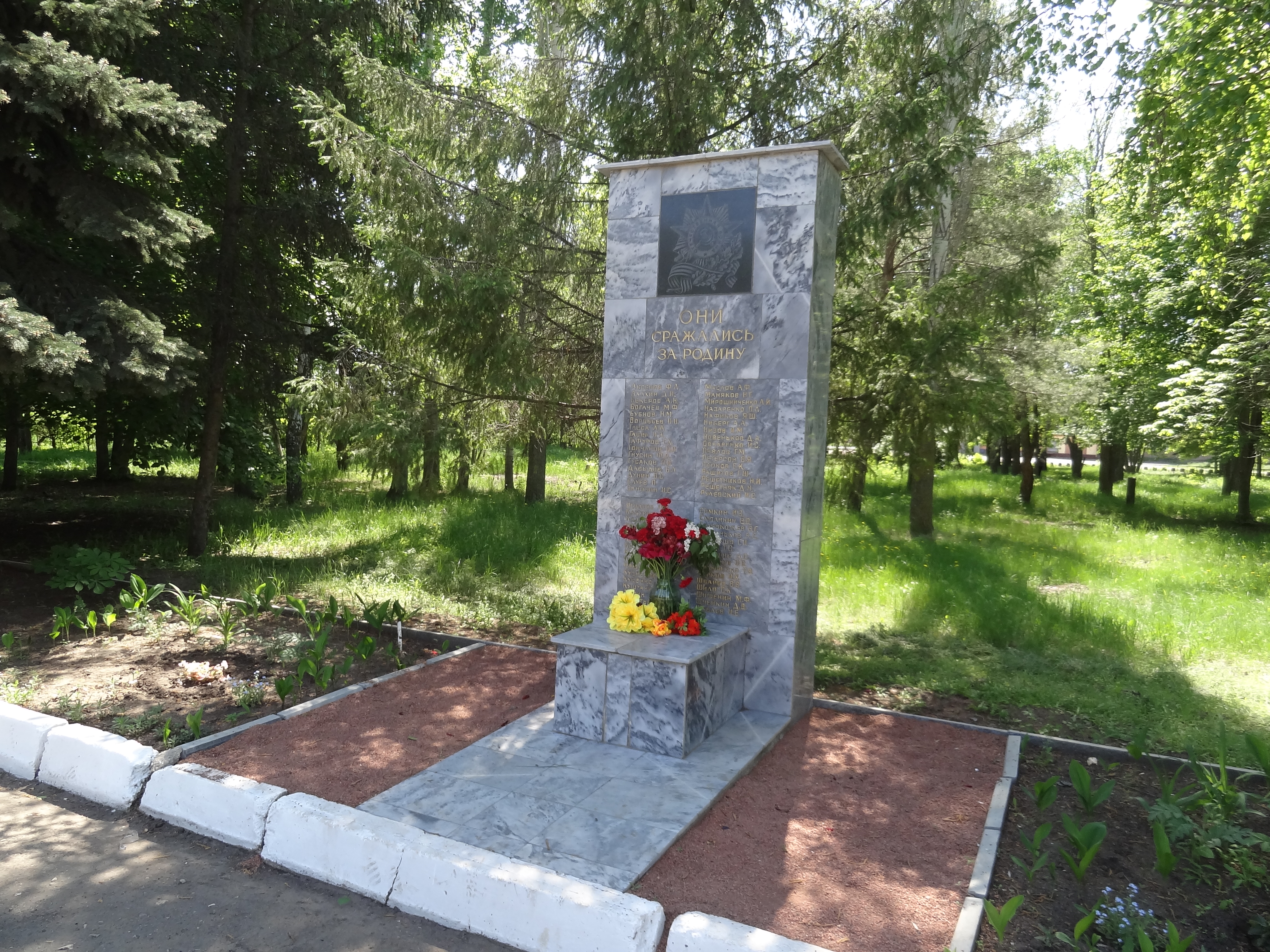
Памятник «Они сражались за Родину»
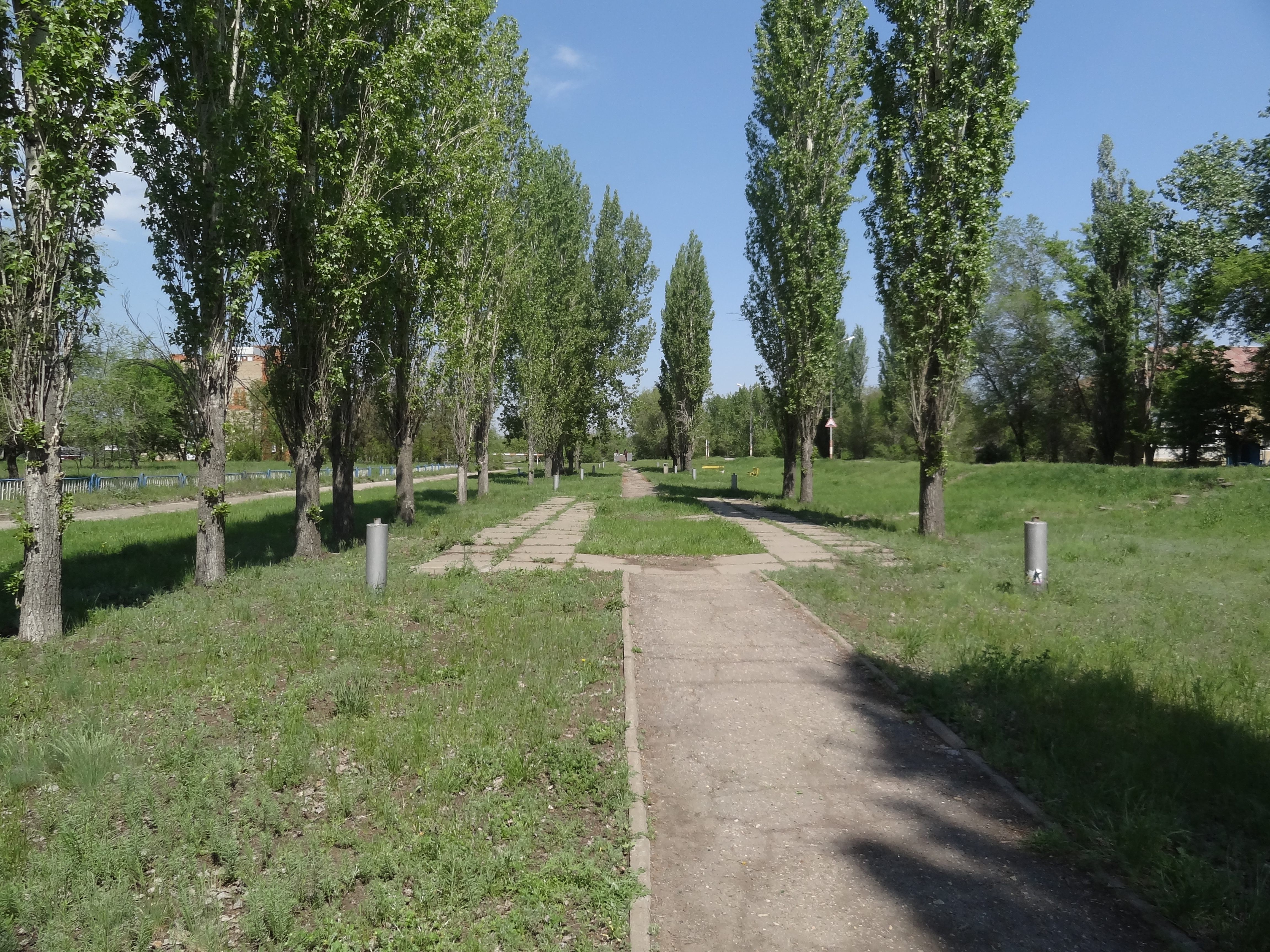
Aллея, улица Шехурдина